# Vanderlei Farias da Silva
Vanderlei Farias da Silva, meglio noto solo come Vanderlei (Porecatu, 1º febbraio 1984), è un calciatore brasiliano, portiere del São Bernardo.

## Carriera

### Club
Campione paranaense 2007 con il Paranavaí, fu acquistato dal Coritiba nel 2008 e divenne titolare a causa dell'infortunio di Édson Bastos.

## Palmarès

### Competizioni statali
- Campionato Paranaense: 2

Paranavaí: 2007
Coritiba: 2008

### Competizioni nazionali
- Campionato brasiliano di seconda divisione: 1

Coritiba: 2007